# Podmol
Podmol (makedonska: Подмол) är en ort i Nordmakedonien. Den ligger i kommunen Prilep, i den södra delen av landet, 90 kilometer söder om huvudstaden Skopje. Podmol ligger 670 meter över havet och antalet invånare är 343.